# 兰营水库
兰营水库是中国河南省南阳市卧龙区境内的一座水库，位于十二里河上，建于1971年。水库正常库容为520万立方米，集雨面积为37平方千米，海拔为144.45米。